# Miguel Jiménez
Miguel Hernán Jiménez Aracena (Coltauco, 12 dicembre 1980) è un calciatore cileno, portiere dell'Arturo Fernández Vial.

## Palmarès
- Campionato cileno di seconda divisione: 1

Deportes Iquique: 2010
- Coppa del Cile: 1

Deportes Iquique: 2010